# Pazardzhik
Pazardzhik ou Pazardžik (búlgaro: Пазарджик) é uma cidade da Bulgária localizada no distrito de Pazardzhik.

## População
| Pazardzhik | Pazardzhik | Pazardzhik | Pazardzhik | Pazardzhik | Pazardzhik | Pazardzhik | Pazardzhik | Pazardzhik | Pazardzhik | Pazardzhik | Pazardzhik | Pazardzhik | Pazardzhik | Pazardzhik | Pazardzhik | Pazardzhik | Pazardzhik | Pazardzhik | Pazardzhik |
| --- | ---------- | ---------- | ---------- | ---------- | ---------- | ---------- | ---------- | ---------- | ---------- | ---------- | ---------- | ---------- | ---------- | ---------- | ---------- | ---------- | ---------- | ---------- | ---------- |
| Ano | 1887       | 1910       | 1934       | 1946       | 1956       | 1965       | 1975       | 1985       | 1992       | 2001       | 2002       | 2003       | 2004       | 2005       | 2006       | 2007       | 2008       | 2009       | 2010       |
| População |            |            |            | 30,376     | 39,499     | 55,430     | 65,727     | 77,340     | 82,578     | 78,855     | 78,574     | 77,787     | 76,897     | 76,570     | 76,161     | 76,136     | 75,568     | 75,644     | 75,346     |
| Fontes: Instituto Nacional de Estatísticas, „citypopulation.de“, „pop-stat.mashke.org“, Bulgarian Academy of Sciences |            |            |            |            |            |            |            |            |            |            |            |            |            |            |            |            |            |            |            |